# Кротость
Блаженны кроткие,
 ибо они наследуют землю. (Мф. 5:5)
Кро́тость — особенность поведенческих реакций человека (субъекта). В обыденном смысле под кротостью понимается незлобливый и отходчивый нрав человека, умение контролировать эмоции, готового осознанно прощать ошибки и обиды от других.
Она помогает человеку терпеливо переносить оскорбления, при этом не раздражаться, не возмущаться и не желать отомстить. Кротость — качество, которое сочетает в себе мягкость характера с твёрдостью духа. Кротость не следует отождествлять со слабохарактерностью и безволием: так, в Библии «кротчайшим из всех людей на земле» назван Моисей (Чис. 12:3) — человек решительный и волевой, по приказу которого было убито около трёх тысяч евреев, причастных к культу золотого тельца (Исх. 32:27-28).
Греческое слово «πραότητα» (кротость) может также означать «мягкость» или «приятность». Кроткий человек уступчив и благоразумен. Однако в большинстве языков трудно найти точный эквивалент данного слова, потому что оно описывает не внешнюю мягкость, а внутреннюю кротость и доброту, не манеру поведения, а состояние ума и сердца.
Все религии выделяют кротость как одну из главных добродетелей. Исламский богослов и правовед Абу Хамид аль-Газали так отзывался о кротости: «У всего есть свои плоды. Плод кротости (хилм) – величие (риф'а)».
В христианстве существует отличие ветхозаветной заповеди «Кровь за кровь, зуб за зуб» и новозаветной: «Блаженны кроткие, ибо они наследуют землю» (Мф. 5:5). Кротость рассматривается как добродетель, один из девяти плодов Святого Духа.
Иисус Христос предлагал брать пример с себя, как с кроткого: 

возьмите иго Моё на себя и научитесь от Меня, ибо Я кроток и смирен сердцем, и найдёте покой душам вашим
— Матфея. 11:29